# État alternatif stable
En écologie, un état alternatif stable est un des états d’équilibre auxquels peut aboutir un écosystème dans des conditions environnementales données tel que le propose la théorie du même nom, contraire aux conceptions classiques. Dans ce cas, l'équilibre atteint par l'écosystème varie en fonction de ses conditions initiales ; puis son maintien dépend de sa résistance aux perturbations ainsi qu’à sa résilience (retour à l’équilibre après transformation de l’écosystème par les conditions environnementales).
Les états stables se distinguent de la notion de gradient, où l’écosystème évolue de manière continue en fonction des conditions environnementales. En effet, dans le cas des états stables, le système résiste aux perturbations extérieures et ne bascule vers une autre organisation qu’à partir d’un certain seuil de perturbation. Le basculement d’un état à un autre se fait alors de manière discontinue.
Par ailleurs, le passage d’un état stable à un autre peut parfois se faire via des transformations de système intermédiaires différentes : il s’agit du phénomène d’hystérèse. Dans ce cas, pour une même condition environnementale, plusieurs états stables sont possibles. On parle alors d’états alternatifs stables.

## Théorie
La théorie des états alternatifs stables a été initialement proposée par Lewontin (1969) puis largement développée par d’autres auteurs dont Holling (1973), à qui est attribué le modèle ball and cup. Le concept d’états alternatifs stables remet en question l’approche traditionnelle de la succession d’assemblages d’espèces vers un climax (sustained climax assemblage) déterminé par les conditions climatiques et de sols. Cette approche Clementsienne (Clements, 1916) suppose ainsi un état d'équilibre unique pour une niche, où les boucles de rétroaction mèneraient l'écosystème vers son état optimal.

Holling a mis en avant les preuves apportées par l’écologie appliquée qui remettraient en question cette approche traditionnelle, en faveur de la notion de multiples états d’équilibres possibles. Il soutient donc qu’il existe plusieurs domaines d’attractions possibles dans un système, et que les perturbations extérieures (abiotiques, biotiques ou anthropiques) induisent un déplacement du système d’un domaine d’attraction à un autre.
Le manque de théories sur ce sujet serait dû au fait que l’on s’intéresse, dans ces modèles, plutôt au proxy de l'équilibre (parce que plus on s’en éloigne, plus il est difficile de modéliser quoi que ce soit). Il faudrait, selon Holling, se concentrer sur les frontières de domaines d’attraction plutôt que sur le proche équilibre afin de pouvoir caractériser les véritables équilibres des écosystèmes, notamment leurs capacités de résistance et de résilience.

### Principes
Un état d’équilibre se différencie d’un gradient par le fait que l’écosystème maintient (ou revient vers) ses caractéristiques biotiques d’équilibre, plutôt que d’évoluer continuellement en fonction des conditions biotiques ou abiotiques. Il existe une notion de seuil de perturbation avant lequel le système persiste sous sa forme d’équilibre, et au-delà duquel il peut basculer vers un autre domaine d’attraction (non-retour à l’état initial). Il n’y a donc pas de gradient de transformation de l’écosystème, mais un passage plus ou moins abrupte d’un état à un autre. 
La théorie des états alternatifs stables suppose que l’équilibre atteint après perturbation peut différencier de l’état initial du système. Ainsi, à conditions initiales différentes, plusieurs états stables différents sont possibles. Par exemple, en fonction d’une densité de population initiale, ou d’un ordre de colonisation du milieu par les espèces, l’équilibre de l’écosystème pourra montrer ou non la domination d’une espèce sur les autres, et ce à conditions environnementales identiques (ceci est dû à la notion de dépendance du sentier — ou path dependency).
Le basculement vers un état alternatif stable, par franchissement d’un seuil de non-retour, est marqué notamment par un changement brutal des boucles de rétrocontrôle dans l’écosystème. Ce changement, souvent irréversible, peut être observé dans tous les types d’écosystèmes, tels les lacs tempérés, savanes, forêts, régions marines pélagiques et récifs coralliens. 

#### Résilience et résistance
La résilience d’un écosystème est définie par sa capacité à retourner à l’état stable initial après une perturbation, d’origine naturelle ou anthropique. Le nombre d’espèces appartenant à différents groupes fonctionnels et niveaux trophiques joue un rôle fondamental dans la capacité de réorganisation du système. La résilience est notamment caractérisée par 4 notions clefs : 

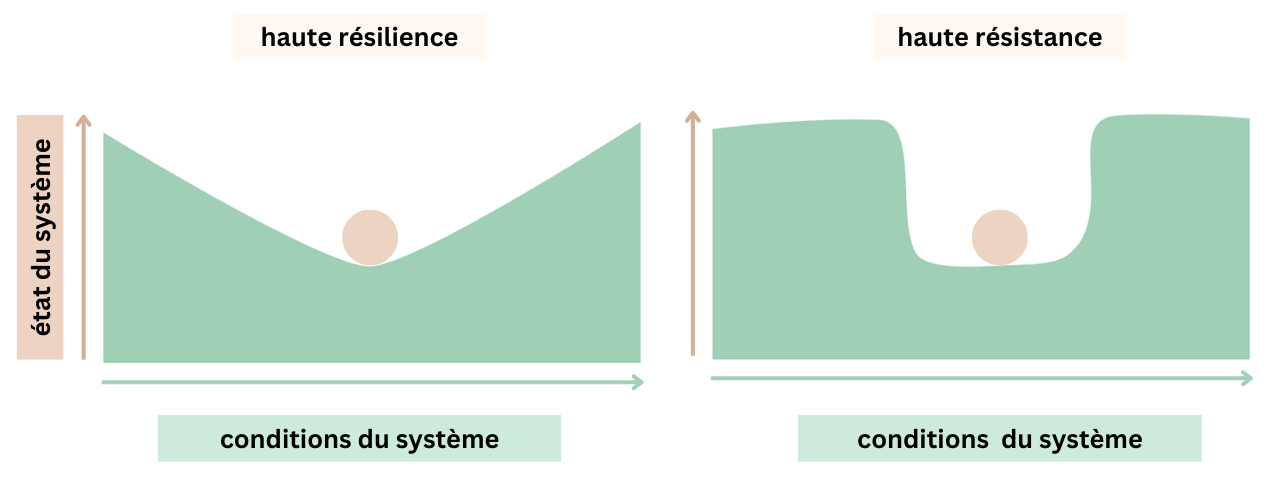
Notions de résilience et résistance d'un système aux variations de conditions environnementales

- La latitude, correspondant au « maximum de changement pouvant être supporté par le système avant de perdre sa capacité à revenir au stade initial » (représenté par la largeur du bassin d’attraction du modèle ball and cup[3]) ;
- La résistance, capacité d’un système à rester fondamentalement inchangé lorsqu'il est soumis à une perturbation, qui équivaut à la « difficulté de changer le système » ;
- La précarité, c’est-à-dire à quel point « la trajectoire actuelle du système est proche d’un seuil au-delà duquel la réorganisation du système est difficile voire impossible » ;
- Enfin, les relations inter-échelles, qui sont définies par « le degré d’influence des états et dynamiques du système sur les trois précédents attributs » à d’autres échelles d’intérêt.

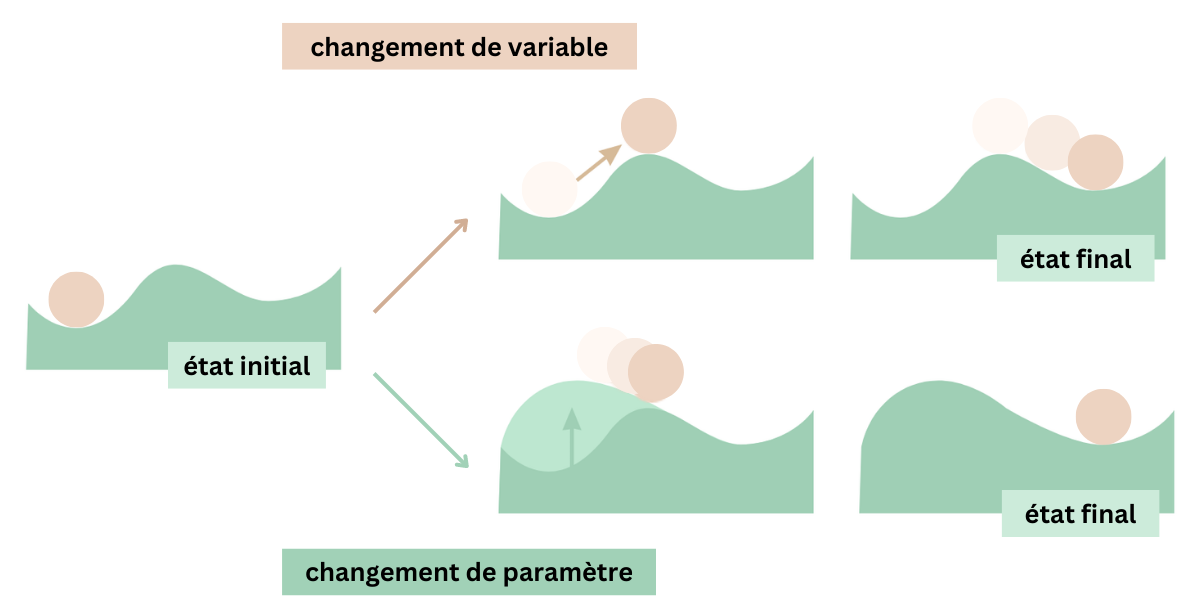
Basculement de stabilité en fonction des paramètres ou des variables du système.

Le basculement d’un état stable initial à un autre dépend donc de la modification des paramètres cités plus haut. Si l’on s’appuie sur le modèle ball and cup, ce basculement peut par exemple être dû à la diminution de la résilience, correspondant ici au rehaussement des vallées caractérisant le paysage de stabilité . La diminution de la résistance peut aussi favoriser le changement d’état stable, ici correspondant à l'aplanissement des collines. Ces deux changements de paramètres ont des résultats similaires sur le relief du paysage de stabilité (homogénéisation des altitudes). Enfin, le basculement vers un état alternatif stable peut s’opérer cette fois-ci non pas par un changement des paramètres environnementaux, mais par une perturbation des variables du système (i.e. écologique). Celle-ci est plutôt représentée par un déplacement du système, illustrée par une balle, d’une vallée à une autre. Plus la perturbation est importante, plus la force poussant le système hors de la vallée est conséquente.

#### Hystérèse
L’hystérèse est un phénomène décrivant une trajectoire asymétrique selon qu’un système soit déplacé dans un sens ou dans l’autre. Elle est mise en évidence lorsque, après une perturbation, un écosystème ne peut revenir à son état d’origine que par une trajectoire différente de celle induite par la perturbation.
Ainsi, cet effet d’hystérèse implique deux valeurs de seuils distinctes de basculement d’un état de système à un autre : une valeur lorsque le système évolue dans un sens, et une autre lorsqu’il évolue dans le sens inverse. 
Cette différence de valeurs de basculement d’état du système implique une zone où, pour une même condition, le système peut admettre deux états stables différents : c’est une zone de bistabilité où coexistent deux états alternatifs stables. 
D’un point de vue de systèmes écologiques, l’hystérèse se traduit par plusieurs équilibres d’écosystèmes possibles pour un même ensemble de conditions. Ces conditions peuvent être internes (et impliquer des boucles de rétroactions) ou externes (conditions abiotiques ou biotiques qui ne sont pas influencées par le système).
En écologie, cet effet d’hystérèse implique que, si un système se trouve initialement entre les deux valeurs de conditions environnementales seuil, une perturbation mineure d’un écosystème peut le transformer en un nouvel état stable, mais le retour aux conditions environnementales initiales ne permettent pas un retour à l’état initial du système. Si le système se trouve en dehors de cette zone, une même intensité de perturbation dans le sens inverse permet de revenir à l'état initial ; ce seront les successions d'assemblages qui différeront lors du passage entre les zones seuils. 
Cependant, si les conditions envisagées sont internes au système (densité de population, composition de communautés, chaîne trophique, etc.), les boucles de rétroactions sont telles que le phénomène d’hystérèse rend difficile le retour à l’état en influençant directement les conditions d’état du système.

### Modélisation
Les variations d’un système connu peuvent être décrites au travers de modèles mathématiques, qui permettent de déterminer analytiquement les équilibres d’un système théorique.
Une étude de 2010 menée par van der Heide et collaborateurs donne l’exemple de la modélisation de l’évolution de la biomasse d’une population exposée à une substance toxique.
Les individus sont capables de détoxifier leur environnement en partie selon deux modalités : soit en éliminant simplement le composé toxique (joint detoxification), soit en le stockant en quantité limitée dans leur organisme (growth dilution). Ces modèles diffèrent de par l’existence d’une limite aux capacités de détoxification de la population dans le modèle de joint detoxification. Tant que les individus ne se renouvellent pas, ils ne sont pas capables d’absorber le composé toxique au-delà d’un certain seuil.
Le modèle établi consiste en un système à deux équations. D’une part la variation de la biomasse d’une population X en fonction du temps :
```
(1) 

  

    

      

        

          

            

              
d

              
X

            

            

              
d

              
T

            

          

        

        
=

        
a

        

          

            
(

          

        

        
1

        
−

        

          

            
X

            

              
K

              

                
x

              

            

          

        

        

          

            
)

          

        

        
X

        
−

        
b

        
X

        
T

      

    

    
{\displaystyle {\frac {dX}{dT}}=a{\biggr (}1-{\frac {X}{K_{x}}}{\biggr )}X-bXT}

  

```

D’autre part, la variation de la concentration de la substance toxique en fonction du temps :
```
(2) 

  

    

      

        

          

            

              
d

              
T

            

            

              
d

              
t

            

          

        

        
=

        
(

        

          
T

          

            
i

            
n

          

        

        
−

        
T

        
)

        
p

        
−

        
T

        
f

        
(

        
X

        
)

      

    

    
{\displaystyle {\frac {dT}{dt}}=(T_{in}-T)p-Tf(X)}

  

```

Avec les paramètres principaux du système : 
- X, la biomasse de la population considérée ;
- T, la concentration en substance toxique du milieu ;

et les paramètres environnementaux du système, qui sont définis lors de la construction du modèle : 
- Kx, la capacité de charge du milieu pour la population X (valeur qu’elle ne peut théoriquement pas excéder) ;
- a, le taux de croissance optimal de la population ;
- b, le taux de mortalité induit par la présence de l’élément toxique ;
- Tin, la concentration maximale en substance toxique du milieu ;
- p, le taux de dilution de l’environnement.

L’expression de f(X) de l’équation (2) dépend de la modalité de détoxification considérée.
De par l’interaction entre les deux paramètres (la croissance de la population et la détoxification), les équilibres du système correspondent aux points d’équilibre de ces deux variables simultanément. Sur le plan de phase du système, ces équilibres du système sont donc les points d’intersection des deux isoclines :
Le modèle montre que ce système admet plusieurs états stables : un premier pour lequel la population X est éteinte (point B), et un second pour lequel la population se maintient et diminue la toxicité de l’environnement (point C).
Ces modèles ont permis aux auteurs de déterminer que le maintien de la population considérée dépend de sa capacité à détoxifier le milieu. Ainsi, le système a la possibilité d’atteindre différents états alternatifs stables pour un unique jeu de paramètres environnementaux : l’un où la population se maintient en dessous de la capacité de charge, l’autre où la population s’éteint. 
Les deux états sont séparés par deux seuils de densité de population critique qui varient en fonction de l'état initial. Lorsque cette valeur seuil est franchie, le système bascule d’un état où la population était suffisamment dense pour atténuer la concentration en substance toxique (point C) à un état où les individus sont trop peu nombreux pour détoxifier l’environnement et prévenir la perte de viabilité de la population (extinction : point B). 
Le phénomène d'hystérèse est mis en avant par le modèle (graphes C et D), avec le passage d’un état stable initial avec une densité de population X supérieure à 0 à un état stable à densité de population nulle (extinction), où le retour en arrière est quasiment impossible du fait des états instables repoussant le système dans la nouvelle configuration (nécessité d'une augmentation massive de X pour maintenir la population). Ces deux états alternatifs stables coexistent bien pour une valeur de toxicité identique. Les seuils critiques sont mis en évidence selon le sens de la dynamique (points T ou F selon le point de départ).
Ces modèles ne sont que rarement généralisables. Ils sont adaptables et varient en complexité, prenant en compte le plus de paramètres possibles afin de s’approcher de la réalité écologique. Les modèles les plus robustes nous permettent de prédire, dans une certaine mesure, le comportement d’un écosystème. Dans le cadre des états stables, ces modèles nous permettent de déterminer les conditions à réunir pour conserver un écosystème, ou les conséquences des paramètres actuels sur la préservation des espèces.

## Application
Plusieurs études ont été menées par des approches expérimentales ou corrélatives pour mettre en évidence l'existence et les applications possibles de la théorie des états alternatifs stables. 
- Étude de lacs (Scheffer et Carpenter, 2003)

L'étude de Scheffer et Carpenter de 2003 est une expérimentation sur des lacs établis dans des excavations au Royaume-Uni. Les auteurs ont pu montrer l'existence de plusieurs états stables (donc non envahissables) possibles dans ces lacs, que l'on peut constater comme étant clairs ou turbides. C'est le concept de dépendance au sentier qui est mis en évidence, où l'ordre de colonisation déterminera l'état stable d'arrivée. Par ailleurs, les auteurs ont artificiellement simulé des évènements stochastiques pour montrer leur effet sur la résilience de ces écosystèmes. 
Ces manipulations temporelles ont mené à un changement d'état des lacs : des lacs clairs sont devenus turbides sur le long terme, et vice versa.  Des manipulations sur les conditions environnementales ont permis de mettre en avant le phénomène d'hystérèse où les valeurs seuils pour passer d'un état stable à un autre différaient en fonction du sens de la manipulation. 
- Étude de prairies (Schmitz, 2004)

Une autre approche expérimentale par Schmitz (2004) montre l'existence d'états alternatifs stables dans des systèmes de prairies. Sur des parcelles de prairies dont les abondances d’espèces végétales sont régulées par contrôle top-down, l'auteur a pu mettre en évidence l’impact de la suppression de prédateurs d’herbivores ainsi que la suppression d'herbivores sur la diversité végétale. 
Lorsque, dans cette expérience, l'espèce Solidago rugosa n’est plus soumise à la pression d’herbivorie intense, son abondance relative augmente par sa compétitivité supérieure aux autres espèces végétales. Passé le seuil de 25% de recouvrement, la réintroduction de la faune initiale ne permet plus de réduire son abondance à l’état d'équilibre initial. Le système n’est alors plus régulé par le contrôle top-down dominant. Il a ainsi mis en avant la notion de seuil de résilience de l’état stable, ainsi que l’existence de multiples états stables à conditions équivalentes. 
- Étude de récifs coralliens (Fung, Seymour et Johnson 2011)

Une étude menée par Fung, Seymour et Johnson en 2011 a également pu mettre en évidence le basculement d’un récif corallien vers un état alternatif stable à la suite de pressions anthropiques. La perturbation des récifs par la pêche, l’eutrophisation et la sédimentation, a notamment fait basculer le système à dominance corallienne vers un système à dominance algale. 
La raréfaction de poissons herbivores et l’augmentation de nutriments introduits dans le milieu (e.g. par l’agriculture) sont les facteurs clés ayant favorisé la croissance exponentielle des algues, augmentant davantage la sédimentation et donc accélérant par rétrocontrôle positif le passage vers un état alternatif stable à dominance algale. En raison des effets d'hystérèse, le retour à la dominance corallienne peut s’avérer très difficile. Il est donc important dans les mesures de conservation de chercher à maintenir une résilience du système suffisamment élevée avant que le système ne bascule, possiblement de manière irrémédiable.
- Étude paléo-écologique les forêts de Tasmanie (Fletcher, Wood and Haberle, 2014)

L'étude de Fletcher, Wood et Haberle de 2014 a pour but d'expliquer l’existence de patchs de milieux non-forestiers en Tasmanie (Australie). Ces patchs persistent dans cet équilibre 7000 ans après un changement d’état forestier vers un état non forestier, et ce malgré l’absence de feux sur de longues périodes. Ces patchs composés d’espèces non-forestières sont situés au milieu de forêts tempérées. 
L’existence d’états alternatifs stables a été mise en évidence grâce à l’analyse de facteurs paléoécologiques. Cette zone de l’Australie a subi un grand feu datant d'il y a à peu près 7000 ans, à l’origine de ce changement d’équilibre. Une première hypothèse serait que cet événement a permis à des espèces végétales non forestières, et plus inflammables, de coloniser l’espace. Les feux plus fréquents empêchent ainsi le retour d’espèces forestières et font baisser le niveau de nutriments dans les sols.
La deuxième hypothèse serait que la présence d’espèces végétales non forestières fait baisser le niveau de transpiration du milieu et favorise l’engorgement du milieu en eau, empêchant ainsi les graines d’espèces végétales forestières de germer. Les mécanismes de rétroaction en place expliquent la grande résilience et la grande stabilité de cet état non-forestier, en dépit d’une longue période (d'environ mille ans) avec une fréquence de feux moindre. 

## Dans le contexte actuel

### Activité humaine
Fung, Seymour et Johnson expliquent comment les activités humaines (surexploitation, pollution, artificialisation, etc.) peuvent considérablement affecter les capacités de résistance et résilience des états stables, perturbant ainsi les processus hydrologiques, écologiques et biogéochimiques. Des effets synergiques de contrôles top-down (e.g. suppression des top-prédateurs) et bottom-up (e.g. eutrophisation du milieu) peuvent effectivement induire l’érosion de la biodiversité, la perte de groupes fonctionnels (grands disperseurs, importants fixateurs d’azote, etc.) et de niveaux trophiques (top-prédateurs, grands herbivores, saprophages, etc.) nécessaires au maintien de la résilience optimale de l’écosystème. 
La magnitude, durée et fréquence des perturbations anthropiques peuvent être bien supérieures à ce que l’écosystème peut encaisser. Le système peut alors glisser vers un état alternatif stable, souvent moins désirable d’un point de vue fonctionnel (écosystème simplifié, cycles biogéochimiques moins efficaces) et des services écosystémiques rendus, mais dont il est difficile de sortir du domaine d'attraction.

### Changement climatique
L’effet de seuil de perturbation prend une grande importance dans le contexte de changement climatique. En effet, une évolution très faible de la température pourrait mener à un passage brutal d'un état stable à un autre. L'expérience de Schmitz montre cette possibilité de basculement brusque dans le contrôle top-down, et donc transformer des écosystèmes de manière abrupte. Ceci permet notamment d’expliquer les difficultés à anticiper les bouleversements engendrés par le changement climatique, où les écosystèmes semblent maintenir leur stabilité. 
La résistance d’un écosystème permet de masquer sa potentielle vulnérabilité au changement, ne donnant pas d’indication préalable sur sa réponse une fois passé un certain seuil de perturbation. C’est en cela que des changements très faibles de température peuvent bouleverser certains écosystèmes, sans montrer de signe avant-coureur ni de changement progressif. 

### Gestion de l'environnement
Dans tous ces cas-là (changement climatique, perturbation due à l’activité humaine ou gestion des écosystèmes), il peut être très difficile, voire techniquement impossible de revenir vers l’état initial du système : une fois basculé, il ne suffit pas de réintroduire ou remettre en place ce qui a été changé pour voir se rétablir l’écosystème initial (en particulier si les effets se propagent à travers les niveaux trophiques).
Alors que la gestion et l’ingénierie écologique ont le vent en poupe, dans les contextes de conservation et de restauration des écosystèmes, les notions autour des états alternatifs stables sont d’importance majeure afin d’éviter des erreurs ou des efforts vains. Comme testé expérimentalement, une fois un écosystème bouleversé, la restauration des composantes éliminées pour espérer revenir à l’état initial ne suffit pas, notamment à cause de la notion d'hystérèse.

## Anticiper les états alternatifs stables
Il est possible de déterminer l'imminence d’un changement d’état du système. Cette approche se base sur l'existence de signaux d’alerte précoces (early warning signals). Ainsi, lorsque le système se rapproche d’un point de bascule (tipping point), on observe une diminution de la résilience de l’état stable initial. 
Cette approche pose deux problèmes : 
- elle nécessite de posséder une base de données spatiale et temporelle de très haute résolution pour chaque site d’intérêt. Cela est d’autant plus compliqué de l’intégrer à grande échelle ;
- ces signaux d’alerte précoces ne permettent pas de déterminer les facteurs qui sont à l’origine de la transition du système.

### Utilisation du modèle de Markov caché
Une récente étude a cherché à s’affranchir des contraintes que présentent les signaux d'alerte précoces. Les objectifs sont : 
- de pouvoir identifier et classifier les états possibles d’un système ;
- d’estimer les probabilités de transition d’un état (risque de transition) ;
- d’utiliser les données d’enquêtes existantes pour déterminer les principaux prédicteurs d’une transition d’état ;
- de quantifier les effets de chaque prédicteur sur le risque de transition.

Cette étude développe deux variantes du modèle de Markov caché (Hidden Markov Model). Ces deux variantes ont pour objectif d’estimer les probabilités de transition d’un système. L’une considère que la probabilité de transition est constante au cours du temps, tandis que l’autre considère que la probabilité de transition d’un système dépend aussi de variables au-delà de l’état actuel du système. Cette deuxième variante incorpore une sélection de variables afin d’identifier les principaux prédicteurs d’un changement d’état.
Identifier les principaux facteurs de transition permettrait aux décideurs de déterminer les solutions optimales de gestion d’un territoire.  
Ces modèles permettent notamment aux gestionnaires de choisir les sites à gérer en priorité. 
L’étude menée par Vitense et collaborateurs (2021) applique cette méthode en utilisant le modèle de Markov caché sur 123 lacs peu profonds du Minnesota. Dans ces lacs, deux états stables sont possibles : 
- À forte turbidité, l'abondance de phytoplancton limite la pénétration de la lumière dans le lac. La végétation aquatique submergée ne peut donc pas se développer. En l’absence de cette végétation, l’agitation plus intense des sédiments augmente la turbidité et donc la proportion de phosphore disponible. Cette plus grande proportion de nutriments disponibles augmente la croissance du phytoplancton. Ce mécanisme de rétroaction positive permet la stabilité de l’état.

- À turbidité faible, la présence de végétation aquatique submergée est favorisée. Ce type de végétation a pour effet de fournir un habitat pour les communautés de zooplanctons, qui ont pour conséquence de diminuer davantage la présence de phytoplancton. Elle diminue aussi l’agitation des sédiments par le courant et les poissons. Le phytoplancton est donc peu présent, ce qui favorise la stabilisation de l’état.

Ces lacs ont été suivis pendant trois ans, lors desquels différents paramètres ont été mesurés (concentration de phosphore, azote, chlorophylle, etc.) et les changements d’états (variation de turbidité) ont été enregistrés.
En utilisant le modèle de Markov caché, les auteurs ont cherché à trouver des prédicteurs de la résilience et de la perturbation d’un état. Dans cet exemple, l’application de ce modèle montre que les facteurs prédisant le mieux la transition d’un état clair vers un état turbide sont la biomasse de poissons benthivores et de poissons planctonivores, et la concentration de phosphore. Il a aussi été observé que les lacs turbides ont une forte probabilité de le rester. Trop peu de lacs dans cette étude ont subi une transition de l’état turbide à l’état clair pour pouvoir identifier des prédicteurs de transition. Cependant, il est toujours observé une diminution de la biomasse de poissons planctonivores et benthivores lorsqu’un lac transitionne vers un état clair. Retirer des deux types de poissons du milieu favorise le retour de l’état turbide vers un état clair. Il s’agit ici d’un exemple de biomanipulation (en). Cependant, cela ne fonctionne pas systématiquement. Dans certains cas, il a été observé un retour des poissons ou une entrée en nutriments trop importante, qui ont eu pour effet de rendre l’état clair peu résilient. 